# Cratere Axomama
Axomama è un cratere sulla superficie di Cerere.